# Popis nematerijalne svjetske baštine u Aziji i Oceaniji
Popis nematerijalne svjetske baštine u Aziji i Oceaniji čini UNESCO-ova nematerijalna svjetska baština država Azije i Oceanije, prema abecednom redu i godini upisa. Oznakom (*) je označena nematerijalna baština na popisu hitne zaštite UNESCO-a.

## A

### Afganistan(2)
- 2016. - Proslava nove godine, Novruz (Nowrouz, Nooruz, Navruz, Nauroz, Nevruz), zajedno s drugim državama (Azerbajdžan, Indija,  Iran, Irak, Kazahstan, Kirgistan, Pakistan, Turkmenistan, Turska i Uzbekistan)
- 2022.- Yaldā/Chella, zajedno s Iranom

### Armenija(7)
- 2008. - Glazba duduka
- 2010. - Armenijska umjetnost kamenih križeva; simbolizam i proizvodnja hačkara
- 2012. - Izvedba armenskog epa „Odvažnici Sassouna” ili „David Sassounski”
- 2014. - Lavaš, priprema, značenje i dojam tradicionalnog kruha kao izričaj armenske kulture
- 2017. - Kočkari, tradicionalni grupni ples
- 2019. - Armenska umjetnost slova i njezini kulturni izrazi
- 2020. - Hodočašće u samostan svetog Tadeja apostola (zajedno s Iranom)

### Azerbajdžan(18)
- 2008. - Mugam
- 2009. - Umjetnost naroda Ašik
- 2010. - Tradicionalna umjetnost vezenja Azerskih tepiha
- 2012. - Obrt proizvodnje i sviranja dugovratog žičanog instrumenta Tara
- 2013. - Čovkan, tradicionalna konjička igra Karabaha*
- 2014. - Tradicionalna umjetnost i simbolizam izrade i nošenja ženskih svilenih prekrivala za glavu, kelagajija
- 2015. - Obrada bakra u Lahiju
- 2016. 
  - Proizvodnja plošnog kruha poznatog kao lavaš, katirma, jupka ili jufka, zajedno s drugim državama (Iran, Kazahstan, Kirgistan i Turska)
  - Proslava nove godine, Novruz (Nowrouz, Nooruz, Navruz, Nauroz, Nevruz), zajedno s drugim državama (Afganistan, Indija,  Iran, Irak, Kazahstan, Kirgistan, Pakistan, Turkmenistan, Turska i Uzbekistan)
- 2017. 
  - Dolma, kuhanje i običaji dijeljenja kao odlike kulturnog identiteta
  - Umijeće izrade i sviranja kamanča, lučnog žičanog glazbala (zajedno s Iranom)
- 2018. 
  - Jali (Kočari, Tenzere), tradicionalni grupni plesovi Nahičevana*
  - Baština Dede Qorqud / Korkyt Ata / Dede Korkut, epska kultura, narodne priče i glazba (zajedno s Kazahstanom i Turskom)
- 2020.
  - Nar Bayrami, tradicionalna fešta i kultura naranči
  - Umjetnost minijature (zajedno s Iranom, Turskom i Uzbekistanom)
- 2022.
  - Kultura Çaya (čaja), simbol identiteta, gostoprimstva i društvene interakcije (zajedno s Turskom)
  - Pehlevanliq kultura: tradicionalne igre zorkhana, sportovi i hrvanje
  - Uzgoj svila i tradicionalna proizvodnja svile za tkanje (zajedno s više zemlja)
  - Tradicija kazivanja Nasreddin Hodja/ Molla Nesreddin/ Molla Ependi/ Apendi/ Afendi Kozhanasyr Anegdote (zajedno s više zemalja)

## B

### Bahrein(4)
- 2019. - Obrada datule (zajedno s Egiptom, Irakom, Jemenom, Kuvajtom, Mauretanijom, Marokom, Omanom, Palestinom, Saudijskom Arabijom, Sudanom, Tunisom, Ujedinjenim Arapskim Emiratima)
- 2021.
  - Kaligrafija, zajedno s još 15 zemalja
  - Fjiri
- 2022. - Obrada datule, proširenje

### Bangladeš(4)
- 2008. - Pjesme mistika Baula
- 2013. - Tradicionalna umjetnost jamdani veza
- 2016. - Mangal Shobhajatra na Pahela Baishakhu
- 2017. - Tradicionalna izrada sitalpatija u Sylhetu

### Butan(1)
- 2008. - Ples s maskama i bubnjevi zajednice Drametse

## F

### Filipini(5)
- 2008. - Pjevanje Hudhud naroda Ifugao
- 2008. - Ep Darangen naroda Lanao
- 2015. - Rituali i igre povlačenja, zajedno s drugim državama (Južna Koreja, Vijetnam, Kambodža)
- 2019. - Buklog, ritualni sustav zahvalnosti Subanona
- 2021. - Škola živih tradicija (SLC)

## G

### Gruzija(4)
- 2008. - Gruzijsko polifonijsko pjevanje
- 2013. - Stara gruzijska metoda pravljenja vina, Kvevri
- 2016. - Gruzijsko pismo, živa kultura tri pisma
- 2018. - Chidaoba, hrvanje u Gruziji

## I

### Indija(14)
- 2008. - Tradicionalni napjev Veda
- 2008. - Ramlila, tredicionalna izvedba Ramajane
- 2008. - Kutiyattam, sanskrtsko kazalište
- 2009. - Ramman, vjerski festival i kazalište u Garhwal Himalajama
- 2009. - Proslava nove godine, Novruz, zajedno s drugim državama (Azerbajdžan, Iran, Kirgistan, Pakistan, Turska i Uzbekistan)
- 2010. - Ples Chhau
- 2010. - Kalbelia, narodne pjesme i plesovi Radžastana
- 2010. - Mudiyettu, ritualno kazalište i plesna drama Kerale
- 2012. - Ladakh, budističko naricanje - recitacija svetih budističkih tekstova u himalajskim područjima Indije, Jammuu i Kašmiru
- 2013. - Sankirtana, obredno pjevanje, bubnjanje i ples iz Manipura
- 2014. - Tradicionalna umješnost izrade pomagala od kositra i bakra zajednice Thathera u Jandiala Guruu, Punjab
- 2016. - Joga
- 2017. - Kumbhamela
- 2021. - Durga Puja

### Indonezija(12)
- 2008. 
  - Kazalište lutaka Wayang
  - Tradicionalna proizvodnja indonezijskih bodeža, krisova
- 2009. - Indonezijski batik
- 2010. - Indonezijski angklung
- 2011. - Ples saman*
- 2012. - Noken, višenamjenska pletena ili vezena korpa naroda s Papue*
- 2015. - Tri vrste tradicionalnog balijskog plesa
- 2017. - Pinisi, umijeće brodogradnje južnog Sulawesija
- 2019. - Pencak Silata
- 2020. - Pantun (zajedno s Malezijom)
- 2021. - Gamelan

### Irak(9)
- 2008. - Irački Makam, tradicionalne izvedbe glazbe i pjesama
- 2016. 
  - Svečanost Khidr Elias i njegovi zavjeti
  - Proslava nove godine, Novruz (Nowrouz, Nooruz, Navruz, Nauroz, Nevruz), zajedno s drugim državama (Afganistan, Azerbajdžan, Indija, Iran, Kazahstan, Kirgistan, Pakistan, Turkmenistan, Turska i Uzbekistan)
- 2019.
  - Pružanje usluga i gostoprimstvo za vrijeme posjeta Arba'inu
  - Obrada datule (zajedno s Bahreinom, Egiptom, Jordanom, Kuvajtom, Mauretanijom, Marokom, Omanom, Palestinom, Saudijskom Arabijom, Sudanom, Tunisom, Ujedinjenim Arapskim Emiratima i Jemenom)
- 2021.
  - Kaligrafija, zajedno s još 15 zemalja
  - Tradicionalne zanatske vještine i umjetnost Al-Naoora
- 2022. - Obrada datule, proširenje

### Iran(19)
- 2009.
  - Iranski glazbeni reportoar tradicijski skladbi Radif
  - Proslava nove godine, Novruz (Nowrouz, Nooruz, Navruz, Nauroz, Nevruz), zajedno s drugim državama (Afganistan, Azerbajdžan, Indija, Irak, Kazahstan, Kirgistan, Pakistan, Turkmenistan, Turska i Uzbekistan)
- 2010. 
  - Glazba Bakšija iz Korasana
  - Rituali Pahlevani i Zurhanei
  - Ritualna dramska umjetnost Ta‘zīye
  - Tradicionalno vezenje tepiha u Farsu
  - Tradicionalno vezenje tepiha u Kašanu

2011. 
- Naqqāli, iransko dramsko pripovijedanje*
- Tradicionalne vještine izgradnje i jedrenja iranskim lendž brodovima u Perzijskom zaljevu*

- 2012. - Kališujanski rituali Mašhade ardehala u Kašanu
- 2016. - Proizvodnja plošnog kruha poznatog kao lavaš, katirma, jupka ili jufka, zajedno s drugim državama (Azerbajdžan, Kazahstan, Kirgistan i Turska)
- 2017. 
  - Umijeće izrade i sviranja kamanča, lučnog žičanog glazbala (zajedno s Azerbajdžanom)
  - Čogan, konjička igra uz pratnju glazbe i plesa
- 2019 - Tradicionalne vještine izrade i sviranja Dotara
- 2020.
  - Hodočašće u samostan svetog Tadeja apostola (zajedno s Armenijom
  - Umjetnost minijature (zajedno s Azerbajdžanom, Turskom i Uzbekistanom)
- 2021. - Nacionalni program za očuvanje tradicionalne umjetnosti kaligrafije u Iranu
- 2022.
  - Izrada i sviranje ouda (zajedno sa Sirijom)
  - Uzgoj svila i tradicionalna proizvodnja svile za tkanje (zajedno s više zemalja)
  - Umjetnost ručnog rada u turkmenskom stilu (zajedno s Turkmenistaom)
  - Yaldā/Chella (zajedno s Afganistanom)

### Istočni Timor(1)
- 2021. - Tais, tradicionalni tekstil

## J

### Japan(23)
- 2008. 
  - Kazalište Noh
  - Kazalište lutaka Bunraku
  - Kazalište Kabuki
- 2009. 
  - Ceremonija plutanja Yamahoko, u sklopu festivala Gion u Kyotu
  - Tradicionalni ples Ainu
  - Sekishu-Banshi, proizvodnja papira pokrajine Iwami, prefektura Šimane
  - Poljoprivredni ritual Oku-noto no Aenokoto
  - Proizvodnja tkanina ramie (Ojiya-chijimi, Echigo-jofu) u pokrajini Uonuma, prefektura Niigata
  - Koshikijima no Toshidon, novogodišnji posjet božanstva na otoku Shimo-Koshiki
  - Parada Hitachi Furyumono
  - Ritualni ples Hayachine Kagura u gradu Hanamaki
  - Gagaku, spori ples uz tradicionalnu glazbu
  - Festival putujućih umjetnika Dainichido Bugaku
  - Ritualna izvedba Daimokutate u gradu Nara
  - Festival nove godine Chakkirako u gradu Miura, prefektura Kanagawa
  - Žetvena molitva Akiu no Taue Odori u gradu Akiu
- 2010.
  - Kumiodori, tradicionalno glazbeno kazalište na otoku Okinawi
  - Yuki-tsumugi, tehnika proizvodnje svile
- 2011. 
  - Mibu no Hana Taue, ritualno presađivanje riže u Mibu, Hirošima
  - Sada Shin Noh, sveti ples u hramu Sada, Shimane
- 2012. - Nachi no Dengaku, vjerska umjetnost tijekom Nachi festvala vatre
- 2013. - Washoku, tradicionalna božanska kultura Japanaca, posebice za proslavu Nove godine
- 2014. - Washi, vještina tradicionalnog ručno rađenog papira
- 2016. - Japanski festivali plutanja: Yama, Hoko i Yatai
- 2018. - Raiho-shin, ritualni posjeti božanstava u maskama i kostimima
- 2020. - Tradicionalne vještine, tehnike i znanja za očuvanje i prijenos drvene arhitekture u Japanu
- 2022. - Furyu-odori, ritualni plesovi prožeti nadama i molitvama ljudi

### Jemen(4)
- 2008. – Pjesma Sana’a
- 2019. - Obrada datule (zajedno s Bahreinom, Egiptom, Irakom, Jordanom, Kuvajtom, Mauretanijom, Marokom, Omanom, Palestinom, Saudijskom Arabijom, Sudanom, Tunisom, Ujedinjenim Arapskim Emiratima )
- 2021. - Kaligrafija, zajedno s još 15 zemalja
- 2022. - Obrada datule, proširenje

### Jordan(6)
- 2008. - Kulturni prostor Beduina u Petri i Wadi Rumu
- 2018. - As-Samer
- 2019. - Obrada datule (zajedno s Bahreinom, Egiptom, Irakom, Jemenom, Kuvajtom, Mauretanijom, Marokom, Omanom, Palestinom, Saudijskom Arabijom, Sudanom, Tunisom, Ujedinjenim Arapskim Emiratima )
- 2021. - Kaligrafija, zajedno s još 15 zemalja
- 2022. 
  - Obrada datule, proširenje
  - Al-Mansaf, svečani banket i njegovo društveno i kulturno značenje

### Južna Koreja(23)
- 2008. 
  - Jongmyo jerye, glazbeni kraljevski ritual predaka u hramu Jongmyo
  - Epsko pjevanje Pansori
  - Festival Gangneung Danoje
- 2009. 
  - Budistički ritual Yeongsanjae
  - Namsadang Nori, narodni klauni lutalice
  - Ritual Jeju Chilmeoridang Yeongdeunggut
  - Ganggangsullae, žetveni ritual
  - Dvorski ples Cheoyongmu
- 2010. 
  - Sokolarstvo (svjetska baština više zemalja)[1]
  - Daemokjang, tradicionalna drvena arhitektura
  - Gagok, lirski pjevni ciklusi uz pratnju orkestra
- 2011. 
  - Jultagi, hodanje preko užeta
  - Taekkyeon, tradicionalna korejska borilačka vještina
  - Predenje mosi u regiji Hansan
- 2012. - Arirang, lirska narodna pjesma
- 2013. - Kimjang, proizvodnja i konzumacija kimchija
- 2014. - Nongak, glazba, plesovi i rituali skupina u zajednicama
- 2015. - Rituali i igre povlačenja, zajedno s drugim državama (Kambodža, Vijetnam, Filipini)
- 2016. - Jeju Haenyeo, kultura ženskih ronioca
- 2018. - Ssirum/Ssireum, tradicionalno korejsko hrvanje (zajedno sa Sjevernom Korejom)
- 2020. - Yeondeunghoe, festival lampiona
- 2021. - Sokolarstvo, s više zemalja
- 2022. - Talchum, plesna drama pod maskom

## K

### Kambodža(6)
- 2008. - Kambodžanski kraljevski balet
- 2008. - Sbek Thom, kazalište sjenki naroda Kmera
- 2015. - Rituali i igre povlačenja, zajedno s drugim državama (Južna Koreja, Vijetnam, Filipini)
- 2016. - Chapei Dang Veng
- 2018. - Lkhon Khol Wat Svay Andet
- 2022. - Kun Lbokator, tradicionalne borilačke vještine

### Katar(4)
- 2010. - Sokolarstvo (svjetska baština više zemalja)[1]
- 2015. - Arapska kava, simbol darežljivosti(zajedno s UAE, Omanom i Saudijskom Arabijom)
- 2015. - Medžlis, kulturni i društveni prostor(zajedno s UAE, Saudijskom Arabijom i Omanom)
- 2022. - Obrada datule, zajedno s više zemalja

### Kazahstan(13)
- 2014. 
  - Tradicijska znanja i vještine u izgradnji kirgiških i kazaških jurti (zajedno s Kirgistanom)
  - Kazaška tradicijska umjetnost Dombra kuj
- 2015. - Ajtiš, umjetnost improviziranja (zajedno s Kirgistanom)
- 2016.
  - Proizvodnja plošnog kruha poznatog kao lavaš, katirma, jupka ili jufka, zajedno s drugim državama (Azerbajdžan, Iran, Kirgistan i Turska)
  - Kazahstanski Kuresi
  - Sokolarstvo (svjetska baština više zemalja)[1]
  - Proslava nove godine, Novruz (Nowrouz, Nooruz, Navruz, Nauroz, Nevruz), zajedno s drugim državama (Afganistan, Azerbajdžan, Indija,  Iran, Irak, Kirgistan, Pakistan, Turkmenistan, Turska i Uzbekistan)
- 2017. - Ašik, tradicionalna kazaška igra
- 2018.
  - Tradicionalni proljetni svečani obredi kazahstanskih uzgajivača konja
  - Baština Dede Qorqud / Korkyt Ata / Dede Korkut, epska kultura, narodne priče i glazba (zajedno s Azerbajdžanom i Turskom)
- 2020. - Tradicionalna strateška igra: Togyzqumalaq, Toguz Korgool, Mangala / Göçürme (Zajedno s Kirgistanom i Turskom)
- 2022.
  - Tradicija kazivanja Nasreddin Hodja/ Molla Nesreddin/ Molla Ependi/ Apendi/ Afendi Kozhanasyr Anegdote (zajedno s više zemalja)
  - Orteke, tradicionalna izvedbena umjetnost: ples, lutka i glazba

### NR Kina(43)
- 2008. 
  - Urtiin Duu, tradicionalna narodna duga pjesma (zajedno s Mongolijom)
  - Uyghur Muqam Ujgura iz Xinjianga
  - Glazbalo i glazba Guqina
  - Kun Qu opera
- 2009. 
  - Yueju opera
  - Glazbeni ansambl vjetra i udaraljki u Xi'anu
  - Tradicionalni obrt oblikovanja Xuan papira
  - Tradicionalno pečenje okamina u Longquanu
  - Vjerovanja i običaji štovanja božice mora, Mazu
  - Festival zmajevskog broda
  - Majstorstvo Nanjing Yunjin brokata
  - Majstorstvo rezbarenja kineskih pečata
  - Serikultura (uzgoj dudovog svilca) i proizvodnja svile
  - Budistička umjetnost Regonga
  - Glazbena izvedba Nanyin
  - Khoomei, mongolsko umjentičko pjevanje
  - Kirgiški ep Manas
  - Glazbena tradicija Hua’er
  - Velika pjesma etničke skupine Dong
  - Epska tradicija Gesar
  - Farmerski ples kineskih Koreanaca
  - Tradicionalna kineska arhitektura od drveta
  - Kineska umjetnost rezanja papira
  - Kineska kaligrafija
  - Kineski drvorez
  - Tradicionalna tehnika proizvodnje Li tkanina*
  - Kineska tradicionalna lučna mostogradnja*
  - Festival Qiang, kineska nova godina*
- 2010.
  - Meshrep*
  - Vodootporna tehnologija kineskih džunki*
  - Kinesko tiskanje pomičnim drvenim slovima*
  - Akupunktura i moks tradicionalne kineske medicine
  - Pekinška opera
- 2011. 
  - Hezhen Yimakan pripovijedanje*
  - Kinesko kazalište sjenki
- 2013. - Zhusuan, kinesko znanje i vještina računanja uz pomoć abakusa
- 2016. - 24 solarna perioda utemeljena u Kini promatranjem godišnjeg pomjeranja sunca
- 2018. - Ljekovito kupanje Sowa Rigpa, znanje i prakse u vezi sa životom, zdravljem i prevencijom i liječenjem bolesti kod tibetanskog naroda u Kini
- 2020.
  - Taijiquan
  - Ceremonija Ong Chun / Wangchuan / Wangkang, rituali i srodne prakse za održavanje održive veze između čovjeka i oceana (zajedno s Malezijom)
- 2022. - Tradicionalne tehnike obrade čaja i povezane društvene prakse u Kini

### Kirgistan(13)
- 2008. - Umjetnost akina, kirgiških pripovjedača
- 2012. - Ala-kiyiz i Shyrdak, umješnost proizvodnje kirgiških vezenih tepiha*
- 2013. - Kirgiška epska trilogija: Manas, Semetej i Sejtek
- 2014. - Tradicijska znanja i vještine u izgradnji kirgiških i kazaških jurti (zajedno s Kazahstanom)
- 2015. - Ajtiš, umjetnost improviziranja (zajedno s Kazahstanom)
- 2016. 
  - Proizvodnja plošnog kruha poznatog kao lavaš, katirma, jupka ili jufka, zajedno s drugim državama (Azerbajdžan, Iran, Kazahstan i Turska)
  - Proslava nove godine, Novruz (Nowrouz, Nooruz, Navruz, Nauroz, Nevruz), zajedno s drugim državama (Afganistan, Azerbajdžan, Indija,  Iran, Irak, Kazahstan, Pakistan, Turkmenistan, Turska i Uzbekistan)
- 2017. - Buzkaši (Kok boru), tradicionalna igra na konjima
- 2019. - Izrada Ak-kalpaka, kirgiških muških pokrivala za glavu
- 2020. - Tradicionalna strateška igra: Togyzqumalaq, Toguz Korgool, Mangala / Göçürme (Zajedno s Kazahstanom i Turskom)
- 2021.
  - Sokolarstvo, s više zemalja
  - Nomadske igre, ponovno otkrivanje baštine, slavljenje različitosti
- 2022. - Tradicija kazivanja Nasreddin Hodja/ Molla Nesreddin/ Molla Ependi/ Apendi/ Afendi Kozhanasyr Anegdote (zajedno s više zemalja)

## L

### Laos(1)
- 2017. - Ken glazba Laošana

### Libanon(2)
- 2014. - Al Zadžal, recitirana i pjevna poezija
- 2021. - Kaligrafija, zajedno s još 15 zemalja

## M

### Malezija(5)
- 2009. - Kazalište Mak Yong
- 2018. - Dondang Sayang
- 2019. - Silat
- 2020.
  - Pantun (zajedno s Indonezijom)
  - Ceremonija Ong Chun / Wangchuan / Wangkang, rituali i srodne prakse za održavanje održive veze između čovjeka i oceana (zajedno s Kinom)
- 2021. - Songret

### Mauricijus(4)
- 2014. - Glazba Sega s Mauricijusa
- 2016. - Geet-Gawai, Bhojpurske narodne pjesme
- 2017. - Sega bubanj s otoka Rodrigues
- 2019. - Sega bubanj s otočja Chagos

### Mikronezija(1)
- 2021. - Pronalaženje puta i izrada kanua u saveznoj državi Yap*

### Mongolija(15)
- 2008. 
  - Urtiin Duu, tradicionalna narodna duga pjesma (zajedno s Kinom)
  - radicionalna glazba morin khuura
- 2009. 
  - Tradicionalna glazba Tsuur*
  - Mongolski ep Mongol Tuuli*
  - Tradicionalni narodni ples Mongol Biyelgee*
- 2010. 
  - Mongolska tradicionalna umjetnost khöömeija
  - Mongolski tradicionalni festival Naadam
- 2011. - Tehnika narodnog dugog pjevanja uz kružno disanje, Limbe*
- 2013. 
  - Mongolska kaligrafija*
  - Tradicionalni obrt mongol ger i pripadajući običaji
- 2014 - Mongolsko pucanje kostiju zglobova kostiju
- 2015. - Ritual navođenja deva*
- 2016. - Sokolarstvo (svjetska baština više zemalja)[1]
- 2017. - Mongolski običaji štovanja svetih mjesta*
- 2019. - Tradicionalna tehnika izrade Airaga u Khokhuuru i s njim povezani običaji

## O

### Oman(14)
- 2010. - Al-Bar’ah, glazba i ples dolina Oman Dhofari
- 2012. 
  - Al ‘azi, elegija, procesijska koračnica i poezija
  - Al-Taghrooda, tradicionalna beduinska poezija (zajedno s UAE)
- 2014. - Al Ajala, tradicionalna izvedbena umjetnost Omanskog sultanata i UAE(zajedno s UAE)
- 2015.
  - Arapska kava, simbol darežljivosti(zajedno s UAE, Katarom i Saudijskom Arabijom)
  - Medžlis, kulturni i društveni prostor(zajedno s UAE, Saudijskom Arabijom i Katarom)
  - Al-Razfa, tradicionalna umjetnost (zajedno s UAE)
- 2018. - Konji i deve Ardaha
- 2019. - Obrada datule (zajedno s Bahreinom, Egiptom, Irakom, Jemenom, Kuvajtom, Mauretanijom, Marokom, Palestinom, Saudijskom Arabijom, Sudanom, Tunisom, Ujedinjenim Arapskim Emiratima)
- 2020. - Utrke deva (zajedno s UAE)
- 2021. - Kaligrafija, zajedno s još 15 zemalja
- 2022.
  - Al-Khanjar, zanatske vještine i društvene prakse
  - Alheda'a, usmena predaja pozivanja stada deva (zajedno sa Saudijskom Arabijom i UAE)
  - Obrada datule, proširenje

## P

### Pakistan(3)
- 2016.
  - Proslava nove godine, Novruz (Nowrouz, Nooruz, Navruz, Nauroz, Nevruz), zajedno s drugim državama (Afganistan, Azerbajdžan, Indija,  Iran, Irak, Kazahstan, Kirgistan, Turkmenistan, Turska i Uzbekistan)
  - Sokolarstvo (svjetska baština više zemalja)[1]
- 2018. - Suri Jagek (promatranje sunca), tradicionalna meteorološka i astronomska praksa temeljena na promatranju sunca, mjeseca i zvijezda u odnosu na lokalnu topografiju

### Palestina(5)
- 2009. - Tradicionalno pripovijedanje žena Hikaye
- 2019. -  Obrada datule (zajedno s Bahreinom, Egiptom, Irakom, Jemenom, Kuvajtom, Mauretanijom, Marokom, Omanom, Saudijskom Arabijom, Sudanom, Tunisom, Ujedinjenim Arapskim Emiratima)
- 2021. 
  - Umjetnost vezenja u Palestini, prakse, vještine, znanja i rituali
  - Kaligrafija, zajedno s još 15 zemalja
- 2022. - Obrada datule, proširenje

## R

### Rusija(2)
- 2008. – Usmena tradicija i kulturni prostor Semeiskie
- 2008. – Olonkho, herojski ep naroda Yakut

## S

### Samoa(1)
- 2019. – 'Ie Samoa, otirač i njegova kulturna vrijednost

### Saudijska Arabija(12)
- 2015.
  - Alardah Alnadždija, ples, bubnjanje i poezija
  - Arapska kava, simbol darežljivosti(zajedno s UAE, Omanom i Katarom)
  - Medžlis, kulturni i društveni prostor(zajedno s UAE, Omanom i Katarom)
- 2016. 
  - Almezmar, bubnjanje i ples sa štapovima
  - Sokolarstvo (svjetska baština više zemalja)[1]
- 2017. - Alkat alasiri, oslikavanje medžlisa (nagaš slikanje)
- 2019. - Obrada datule (zajedno s Bahreinom, Egiptom, Irakom, Jemenom, Kuvajtom, Mauretanijom, Marokom, Omanom, Palestinom, Sudanom, Tunisom, Ujedinjenim Arapskim Emiratima)
- 2020. - Tradicionalno tkanje Al Sadu
- 2021. - Kaligrafija, zajedno s još 15 zemalja
- 2022.
  - Alheda'a, usmena predaja pozivanja stada deva (zajedno s Omanom i UAE)
  - Obrada datule, proširenje
  - Znanje i prakse u vezi s uzgojem zrna kave Khawlani

### Sirija(5)
- 2016. - Sokolarstvo (svjetska baština više zemalja)[1]
- 2018. - Igra sjene
- 2019. - Prakse i majstorske vještine povezane s damaščanske ruže u Al-Mrahu
- 2021. - Al-Qudoud al-Halabiya
- 2022. - Izrada i sviranje ouda (zajedno s Iranom)

### Sjeverna Koreja(4)
- 2014. - Narodna pjesma Arirang
- 2015. - Tradicija pravljenja kimčija
- 2018. - Ssirum/Ssireum, tradicionalno korejsko hrvanje (zajedno s Južnom Korejom)
- 2022. - Pyongyang Raengmyon običaj

## Š

### Šri Lanka(2)
- 2018. - Rūkada Nātya, tradicionalna lutkarska drama na Šri Lanki
- 2021. - Tradicionalno umijeće izrade Dumbara Ratā Kalāla

## T

### Tadžikistan(7)
- 2008. - Shashmaqom glazba (zajedno s Uzbekistanom)
- 2016. 
  - Oshi Palav, tradicionalni objed i njegov društveni i kulturni kontekst u Tadžikistanu
  - Proslava nove godine, Novruz (Nowrouz, Nooruz, Navruz, Nauroz, Nevruz), zajedno s drugim državama (Afganistan, Azerbajdžan, Indija,  Iran, Irak, Kazahstan,  Kirgistan,Pakistan, Turkmenistan, Turska i Uzbekistan)
- 2018. - Chakan, umjetnost vezenja
- 2021. - Falak
- 2022.
  - Uzgoj svila i tradicionalna proizvodnja svile za tkanje (zajedno s više zemlja)
  - Tradicija kazivanja Nasreddin Hodja/ Molla Nesreddin/ Molla Ependi/ Apendi/ Afendi Kozhanasyr Anegdote (zajedno s više zemalja)

### Tajland(3)
- 2018. - Khon, maskirana plesna drama
- 2019. - Nuad Thai, tradicionalna tajlandska masaža
- 2021. - Nora, plesna drama u južnom Tajlandu

### Tonga
- 2008. - Lakalaka, plesovi i pjevni govor naroda Tonga

### Turkmenistan(7)
- 2015. - Epska umjetnost Goroglija
- 2016. - Proslava nove godine, Novruz (Nowrouz, Nooruz, Navruz, Nauroz, Nevruz), zajedno s drugim državama (Afganistan, Azerbajdžan, Indija,  Iran, Irak, Kazahstan, Kirgistan, Pakistan, Tadžikistan, Turska i Uzbekistan)
- 2017. - Kuštdepti obred pjesme i plesa
- 2019. - Tradicionalno izrađivanje turkmenskog tepiha
- 2021. - Dutarsko umijeće i tradicijska glazbeno-scenska umjetnost u kombinaciji s pjevanjem
- 2022.
  - Uzgoj svila i tradicionalna proizvodnja svile za tkanje (zajedno s više zemlja)
  - Tradicija kazivanja Nasreddin Hodja/ Molla Nesreddin/ Molla Ependi/ Apendi/ Afendi Kozhanasyr Anegdote (zajedno s više zemalja)
  - Umjetnost ručnog rada u turkmenskom stilu (zajedno s Iranom)

### Turska(25)
- 2008.
  - Meddah umjetnost javnog pripovijedanja
  - Ceremonija Mevlevi Sema
- 2009. 
  - Karađoz kazalište sjena
  - Âşıklık tradicija
- 2010. 
  - Tradicijski Sohbet skupovi
  - Semah, ritual Alevi-Bektaşi vjernika
  - Kırkpınar ili rvački festival
- 2011. - Obredna tradicija Keşkek
- 2012. - Festival Mesir Macunu
- 2013. - Kultura i običaj ispijanja turske kave
- 2014. - Ebru, turska umjetnost mramora
- 2016. 
  - Proizvodnja plošnog kruha poznatog kao lavaš, katirma, jupka ili jufka, zajedno s drugim državama (Azerbajdžan, Iran, Kazahstan i Kirgistan)
  - Tradicijska vještina proizvodnje glazura u keramici (Çini)
  - Proslava nove godine, Novruz (Nowrouz, Nooruz, Navruz, Nauroz, Nevruz), zajedno s drugim državama (Afganistan, Azerbajdžan, Indija,  Iran, Irak, Kazahstan, Kirgistan, Pakistan, Turkmenistan, Tadžikistan i Uzbekistan)
- 2017. 
  - Hıderles (Ederlezi), proslava Jurjeva, tj. proljeća (zajedno s Makedonijom)
  - Zviždući jezik*
- 2018. - 
  - Baština Dede Qorqud / Korkyt Ata / Dede Korkut, epska kultura, narodne priče i glazba (zajedno s Azerbajdžanom i Kazahstanom)

- 2019. -  Tradicionalno tursko streličarstvo
- 2020. 
  - Tradicionalna strateška igra: Togyzqumalaq, Toguz Korgool, Mangala / Göçürme (Zajedno s Kazahstanom i Kirgistanom)
  - Umjetnost minijature (zajedno s Azerbajdžanom, Iranom i Uzbekistanom)
- 2021. - Hüsn-i Hat, tradicionalna kaligrafija u islamskoj umjetnosti u Turskoj
- 2022.
  - Uzgoj svila i tradicionalna proizvodnja svile za tkanje (zajedno s više zemlja)
  - Tradicija kazivanja Nasreddin Hodja/ Molla Nesreddin/ Molla Ependi/ Apendi/ Afendi Kozhanasyr Anegdote (zajedno s više zemalja)
  - Kultura Çaya (čaja), simbol identiteta, gostoprimstva i društvene interakcije (zajedno s Azerbajdžanom)

## U

### Ujedinjeni Arapski Emirati(15)
- 2011. - Al Sadu, tradicionalna tehnika tkanja*
- 2012. - Al Tagruda, tradicionalna beduinska poezija (zajedno s Omanom)
- 2015. 
  - Al Razfa, tradicijska izvedba
  - Arapska kava, simbol darežljivosti(zajedno s Omanom, Katarom i Saudijskom Arabijom)
  - Medžlis, kulturni i društveni prostor(zajedno s Omanom, Saudijskom Arabijom i Katarom)
- 2016. - Sokolarstvo (svjetska baština više zemalja)[1]
- 2017. - Alazi, umjetnost izvedbe poezije slave, ponosa i moći*
- 2019. - Obrada datule (zajedno s Bahreinom, Egiptom, Irakom, Jemenom, Kuvajtom, Mauretanijom, Marokom, Omanom, Palestinom, Saudijskom Arabijom, Sudanom, Tunisom)
- 2020.
  - Utrke deva (Zajedno s Omanom)
  - Al Aflaj, tradicionalni sustav navodnjavanja
- 2021. - Kaligrafija, zajedno s još 15 zemalja
- 2022.
  - Obrada datule, proširenje
  - Alheda'a, usmena predaja pozivanja stada deva (zajedno s Omanom i Saudijskom Arabijom)
  - Al Talli, tradicionalna vještina vezenja

### Uzbekistan(12)
- 2008. 
  - Kulturni prostor distrikta Boysun
  - Šašmakom glazba (zajedno s Tadžikistanom)
- 2009. - Katta Ashula, tredicionalno pjevanje uz glazbu, poeziju i rituale
- 2014. - Askiya, umjetnost dosjetki
- 2016. 
  - Palov, kultura i tradicija
  - Proslava nove godine, Novruz (Nowrouz, Nooruz, Navruz, Nauroz, Nevruz), zajedno s drugim državama (Afganistan, Azerbajdžan, Indija,  Iran, Irak, Kazahstan, Kirgistan, Pakistan, Turkmenistan, Tadžikistan i Turska)
- 2017. - Centar za razvoj obrta Margilan, zaštita atlasa i adra izrade tradicionalnih tehnologija
- 2019. - Tradicionalni ples Lazgi
- 2020. - Umjetnost minijature (zajedno s Azerbajdžanom, Iranom i Turskom)
- 2021. - Umjetnost bakhshija
- 2022.
  - Uzgoj svila i tradicionalna proizvodnja svile za tkanje (zajedno s više zemlja)
  - Tradicija kazivanja Nasreddin Hodja/ Molla Nesreddin/ Molla Ependi/ Apendi/ Afendi Kozhanasyr Anegdote (zajedno s više zemalja)

## V

### Vanuatu(1)
- 2008. - Crtenje u pijesku naroda Vanuatu

### Vijetnam(15)
- 2008. 
  - Kulturni prostor Gong kulture
  - Vijetnamska dvorska glazba Nha Nhac
- 2009. 
  - Narodne pjesme Quan Họ Bắc Ninh
  - Ca trù pjevanje*
- 2010. - Festival Gióng u hramovima Phù Ðông i Sóc
- 2011. - Xoan pjevanje u pokrajini Phú Thọ*
- 2012.
  - Štovanje Hùng kraljeva u Phú Thọu
  - Đờn ca tài tử, glazba i pjevanje iz južnog Vijetnama
- 2014. - Ví i Giặm, narodne pjesme Nghệ Tĩnha
- 2015. - Rituali i igre povlačenja, zajedno s drugim državama (Južna Koreja, Kambodža, Filipini)
- 2016. - Božica Majka tri kraljevstva, običaji vjerovanja Vijetnamaca
- 2017. - Umjetnost Bài Chòi srednjeg Vijetnama
- 2019. - Običaji etničkih skupina Tày, Nùng i Thái u Vijetnamu
- 2021. - Umjetnost plesa Xòe naroda Tai u Vijetnamu
- 2022. - Umjetnost izrade grnčarije naroda Chăm

## Vanjske poveznice
- UNESCO-ov reprezentativni popis nematerijalne svjetske baštine